# ناحیه بوئیس بلانک، میشیگان
ناحیه بوئیس بلانک (به انگلیسی: Bois Blanc Township) یک منطقهٔ مسکونی در ایالات متحده آمریکا است که در شهرستان مکیناک، میشیگان واقع شده‌است.
 ناحیه بوئیس بلانک  ۹۵ نفر جمعیت دارد و ۱۸۵ متر بالاتر از سطح دریا واقع شده‌است.